# RK Split
Rukometni klub Split (RK Split) är en handbollsklubb från Split i Kroatien, bildad 1948. Från 1995 till 2013 spelade laget i högsta ligan. Säsongen 1997/1998 kom laget till semifinal i EHF-cupen, men blev utslagna av THW Kiel som kom att bli turneringens slutsegrare. Året efter blev laget utslaget igen av de blivande slutsegrarna, denna gång i kvartsfinal av SC Magdeburg.

## Spelare i urval
- Ivano Balić (1997–2001)
- Nikola Blažičko (1999–2002)
- Petar Metličić (1993–1998)
- Josip Valčić (2001–2003)
- Drago Vuković (2000–2002)